# Casnovia
Casnovia är en ort (village) i Kent County, och Muskegon County, i Michigan. Vid 2020 års folkräkning hade Casnovia 316 invånare.